# Edyta Górniak
 (juillet 2013).
Si vous disposez d'ouvrages ou d'articles de référence ou si vous connaissez des sites web de qualité traitant du thème abordé ici, merci de compléter l'article en donnant les références utiles à sa vérifiabilité et en les liant à la section « Notes et références ».
Edyta Anna Górniak, née le 14 novembre 1972 à Ziębice près de Opole en Pologne, est une chanteuse de notoriété internationale. Edyta Górniak fait partie actuellement des chanteuses les plus talentueuses et populaires en Pologne. Sa voix s'étend sur quatre octaves.

## Biographie
C'est sa grand-mère qui a choisi le prénom Edyta en l'honneur d'Édith Piaf. À 6 ans, Edyta rentre à l'école de musique en classe de piano. À 16 ans elle commence sa carrière. Elle participe au programme télé de Zbigniew Górny où elle chante la chanson de Sam Brown Stop. Peu après elle est récompensée au festival Debiuty à Opole. Edyta arrête ses études et part pour Varsovie.
À 19 ans, avec le groupe Metro, elle part aux États-Unis. Après son retour en Pologne, elle participe à de nombreux spectacles au Théâtre Dramatique (plus de 600 représentations) au Studio Buffo, etc. En 1993, elle entame une carrière solo. Elle participe au Concours Eurovision de la chanson 1994 à Dublin et elle finit deuxième avec la chanson To nie ja. Son premier disque Dotyk arrive peu après, enregistré au Marcus Studio de Londres.
En 1996, Edyta surprend ses fans polonais avec le single Love Is On The Line composé par Kylie Minogue. Puis elle enregistre son premier album en anglais intitulé simplement Edyta Gorniak qui a été vendu à travers le monde entier. L'édition spéciale de l'album contient un duo avec José Carreras Hope For Us. Il est très pop-soul avec des ballades, et des chansons plus rythmées comme Anything ou Hunting High & Low.
Cet album a eu un succès énorme à l'étranger surtout au Japon (troisième place des charts MTV Asia devant Madonna et les Spice Girls), en Norvège (disque d'or), en Suisse, au Portugal, en Espagne, en Turquie et en Russie (avec les singles When You Come Back To Me, Anything, One & One et Linger) et également en Afrique et Amérique du Sud.
En 1999, Edyta sort l'album Live '99 enregistré pendant sa tournée en Pologne et contenant des nouvelles chansons comme Stop. C'est une chanson spéciale pour Edyta puisqu'elle la fait découvrir en Pologne et rendue célèbre. 
À partir de 2000, Edyta remporte un énorme succès en Espagne, pays qu'elle a représenté à plusieurs festivals internationaux. Ses fans espagnols l'acclament comme « la plus belle voix du siècle ». Elle a vraiment un grand succès même hors de Pologne, pour elle il est important qu'un grand nombre de gens comprennent et découvrent sa musique.
Mais Edyta est de retour de Pologne, elle a joué son premier rôle d'actrice dans une série polonaise très populaire Na dobre i na złe. Elle y joue Nika une femme hospitalisée après avoir tenté de se suicider. L'épisode sera diffusé mars 2002 en Pologne. 	
Le 11 décembre 2001, Edyta chante pour un concert de l'Unicef auprès de Kasia Kowalska et d'autres artistes polonais. Elle y a notamment chanté un remix de sa chanson To nie ja. Le 31 décembre est sorti le single d'Edyta Jak najdalej. Elle l'a chanté pour la première fois lors du réveillon 2001 de la Saint-Sylvestre sur la chaîne TVP1 où était également présent Enrique Iglesias. Ce single qui fut un succès en Pologne est extrait de son album Perła dont la première est le 9 mars 2002.
L'enregistrement de cet album s'est terminé en septembre 2001 à l'Olympics Studios de Londres et au Royaltone Studios de Los Angeles. Perła a été produit et mixé par les plus grands producteurs et remixeurs : Howie B (Björk, U2, Annie Lennox, Simply Red, Garbage), Steve Fitzmaurice (Seal, Craig David, Depeche Mode, U2, Spice Girls, Tina Turner, Seal, Boyzone), Howard Karp (Samantha Mumba, Christina Aguilera, Eros Ramazzotti) et Alan Douglas (Emma Bunton, Mel C, Atomic Kitten, S Club 7) pour EMI - Muso Music - Virgin.	
Il y a beaucoup de personnes célèbres qui soutiennent Edyta comme Chris Porter (en) (George Michael, Take That), Chris Briggs (Robbie Williams, Geri Halliwell, Joe Cocker), Jody Dunleavy (EMI Press). Le nouveau manager d'Edyta n'est autre que l'ex-manager du groupe légendaire Queen - Jim Beach.
Il y a treize chansons anglophones sur l'édition internationale du CD (funk, soul et quelques ballades) inclus As If également repris par le groupe RNB américain Blaque. On trouve sur l'édition locale sept chansons polonaises dont Jak najdalej. 
Un mois après sa sortie, il est déjà disque d'or (50 000 exemplaires) et dans les charts polonais. Un superbe mélange de pop, soul, funk et une voix toujours aussi impressionnante et exceptionnelle.
Le 25 mars est sorti le deuxième single d'Edyta pour la promotion de l'album. C'est la chanson Nie proszę o więcej dont les paroles et la musique ont été écrits pour elle par Edyta Bartosiewicz. Ce single est accompagné d'un nouveau clip vidéo toujours très esthétique. Fin mai, Edyta a participé au festival très populaire de la chanson polonaise à Opole, et a conclu le festival par un vrai récital de ses chansons, elle y a également chanté Dumka na dwa serca avec Mietek Szcześniak et a reçu son disque d'or pour l'album Perła.
Durant la Coupe du monde de football en Corée Edyta chante l'hymne national polonais le 4 juin 2002 avant le début du match contre la Corée justement, elle l'a interprété magnifiquement[Interprétation personnelle ?] devant le monde entier (photos ci-dessous[Où ?]) malgré quelques critiques sur l'aspect peu classique de cette version Soul de l'hymne national.
Le troisième single qui est sorti en Pologne en été est Słowa jak motyle la version polonaise de la chanson The Day Before The Rain. Le dernier sortant en Pologne sera le single Perła accompagné d'un remix Absolute. C'est le premier remix d'une de ses chansons depuis To nie ja.
Ensuite, Edyta commence sa promotion européenne avec une chanson anglophone Impossible qui va d'abord sortir en vinyle en Allemagne le 5 décembre, puis en Italie et en Suisse. 
En 2003, durant le mois de février le maxi-single sort à travers toute l'Europe (Allemagne, Autriche, Suisse, Luxembourg, Finlande, Suède, Norvège, Portugal, Croatie, Grèce et Turquie), en Israël et en Russie accompagné d'un clip vidéo très rythmé pour cette chanson aux sonorités House et Rnb. Le Maxi-single contient des remixs de DJ italiens et la chanson Sleep With Me.
Le 22 février, sort en Pologne une nouvelle édition de l'album Perła incluant la chanson Impossible et ses Remixs, le remix de Perła, ainsi que trois chansons inédites : Don't You Know You, Calling You (une reprise de Bagdad Café), et Talk To Me. C'est encore un double album avec un CD de neuf ballades en polonais et en anglais, et un autre avec treize chansons plus rythmées également dans les deux langues.
Le 10 mars, sort une compilation de la radio musicale RMF FM intitulée Moja i twoja muzyka (ma musique et la tienne), cet album rassemblera de grands hits anglophones adaptés en polonais. Edyta y chante deux chansons Who Wants To Live Forever (Nieśmiertelni) de Queen et When I Need You (Kiedy tęsknię) de Rod Stewart.
L'ancienne chanteuse des Spices Girls, Mel C a repris sur son nouvel album la chanson du répertoire d'Edyta Soul Boy. Ce n'est pas la première fois qu'on reprend ses chansons, Perfect Moment avait déjà été repris par l'anglaise Martine McCutcheon et été classé numéro 1 des charts anglais.
Le 31 mars sort son album européen Invisible rassemblant toutes les chansons anglophones de l'album Perła. En plus, la chanson Impossible dans sa version originale, une version nouvelle de Sleep With Me, une version remixée de Whatever It Takes et The Story So Far en version plus rythmée.
Le 20 avril, Edyta fut la première artiste polonaise à s'exprimer publiquement contre la guerre en Irak. Choquée par le bombardement américain sur Bagdad, elle a fait part de son opinion à tous ses fans et aux médias du pays.
L'album européen Invisible d'Edyta est distribué dans près de 23 pays dont le Japon. Cet album est dédicacé par Edyta comme pour Perła en mémoire d'Aaliyah.
Après le succès encore tiède de la chanson Impossible, le deuxième single à parcourir l'Europe est The Story So Far. Cette œuvre est une chanson plus calme qui a été écrite par le groupe Absolute. Le cd comprend quatre versions (album, uptempo et 2 remix).
Mi-mai, la diva polonaise part pour l'Amérique. Elle y fera deux concerts à Chicago au Centre Culturel Copernicus. Ce fut un véritable triomphe où Edyta y a chanté ses anciennes chansons et celles de l'album Invisible. Elle a été invitée à l'élection de Miss Polonia America. Puis elle est allée se recueillir à l'endroit où le World Trade Center a été détruit. 
Le 26 mai, Edyta part au Portugal pour promouvoir son album. Elle y était invitée par la chaîne SIC dans l'émission HermanSIC où l'on a pu déjà voir Lara Fabian et Norah Jones. 
Edyta participe également au 40e festival d'Opole où elle interprétera deux chansons de son répertoire.
Fin-mai, Edyta fait deux grands concerts à Munich où elle chante les chansons de son album Invisible et la chanson One & One qui était un des plus grands succès en Europe de son 2e album. On entend encore fréquemment cette chanson sur les radios allemandes (chaque jour près de 44 stations jouent cette chanson depuis 1999).	
En juillet, Edyta se produit sur une grande scène allemande à Mayence. Elle y chantera trois chansons de son album et la chanson Stop a cappella. 
Edyta participe également au festival de Sopot en Pologne. En septembre sort à travers l'Europe son troisième single Whatever It Takes (il est rapidement sur toutes les stations musicales du Portugal et de Turquie).
En été 2004, Edyta surprend ses fans avec un duo choc Nie było avec le groupe rock alternatif Sweet Noise. 
Elle fait partie du jury de l'émission The Voice of Poland lors des saisons 3, 5 et 6.

## Discographie
- 1995 : Dotyk
- 1997 : Edyta Górniak
- 1999 : Live '99
- 2002 : Perła
- 2003 : Invisible
- 2004 : Złota kolekcja: Dotyk
- 2006 : Dyskografia
- 2007 : EKG
- 2008 : Zakochaj się na Święta w kolędach
- 2012 : My

### Single
- 1997 : When You Come Back To Me
- 1998 : Anything
- 1999 : One & One
- 2005 : Lunatique